# Привилегированное транзитное движение

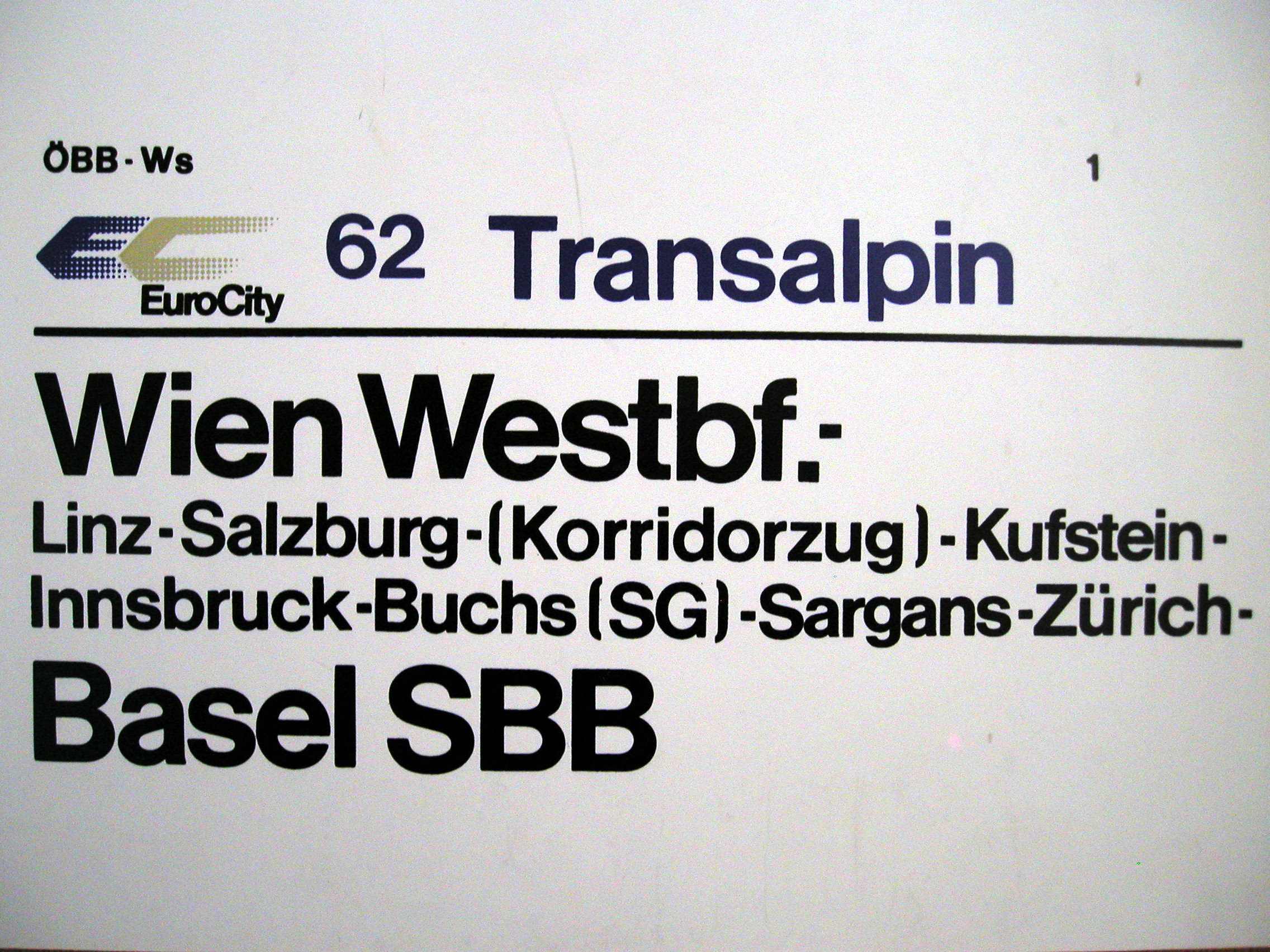
Знак пункта назначения на поезде Transalpin EuroCity

Привилегированное транзитное движение или коридорное движение — это движение одной страны через территорию другой страны без обычного таможенного и паспортного контроля. Соответствующая линия связи (обычно железная дорога) называется (привилегированным) транспортным коридором, а поезд, используемый в этом виде транзита, называется коридорным поездом (нем. Korridorzug, итал. Treno-corridoio). Причиной таких договоренностей обычно являются изменения границ или создание границ, которые пересекают существующий транспортный коридор.

## Примеры

### Австрия
- Поезда между Зальцбургом и Куфштайном действовали (через Германию) в качестве привилегированного транзита до 1997 года, когда в Шенгенской зоне был отменён паспортный контроль на этой границе. Пограничный контроль был вновь введен для них в 2015—2016 годах из-за европейского миграционного кризиса[1]. Маршрут получил название Deutsches Eck (немецкий угол).
- После Второй мировой войны между Лиенцем и Инсбруком было налажено сообщение «коридорного поезда» с использованием железной дороги Пустер-Вэлли (через Италию); эта услуга потеряла значение после Шенгенского соглашения и была прекращена после 2013 года.
- Во время холодной войны поездам с запертыми дверями разрешалось следовать из северного Бургенланда в южный, пересекая небольшую часть западной Венгрии. В настоящее время поезда из Вены заходят в Шопрон (Венгрия), прежде чем отправиться в Дойчкройц. Австрийские тарифы действуют для всей линии. Во время холодной войны в Шопроне проводились паспортные и таможенные проверки, прежде чем пассажирам разрешалось сесть на поезд, идущий в Австрию, или покинуть станцию.

### Бельгия
- Железная дорога Веннбан на некоторых участках своего маршрута проходила через территорию Германии, пока ситуация не была исправлена в 1919 году, когда земля стала частью Бельгии и были созданы шесть немецких эксклавов, окруженных бельгийской территорией, а также один контранклав. Сегодня осталось пять анклавов. Шестой анклав и единственный контранклав больше не существуют.

### Германия

Бюзинген-ам-Хохрайн

- Историческим случаем привилегированного транзита было прибытие Владимира Ленина в «пломбированном вагоне» через Германию из Швейцарии в Россию (через Швецию в качестве обычного пассажира) в апреле 1917 года, в разгар Первой мировой войны и революционной деятельности в России[2].
- Сообщение между Восточной Пруссией и материковой Германией через Польский коридор в межвоенный период.
- Циттау-Гёрлиц (на поезде) с 1948 года через Польшу (Ostdeutsche Eisenbahn). У него есть станция в Польше, Krzewina Zgorzelecka, расположенная в 100 метрах от границы в немецком городе Остриц. Пассажиры могли перемещаться между поездом и Германией без пограничного контроля под наблюдением польских пограничников. Этот маршрут все еще действует по состоянию на 2021 год, но с 2007 года в Шенгенской зоне отменены все паспортные проверки на немецко-польской границе.
- В 1949—1961 годах поезда между Восточным Берлином и частями Восточной Германии шли через Западный Берлин, потому что других железных дорог не существовало. Было легко сойти с поездов, когда они останавливались. Это был основной способ бегства из Восточной Германии. Затем было построено Берлинское внешнее кольцо, а когда оно вступило в строй в 1961 году, Западный Берлин был оцеплен и построена Берлинская стена.
- В эпоху холодной войны, 1961—1990, поезда берлинского метрополитена и берлинской городской электрички проходили по закрытым туннелям через Восточный Берлин без каких-либо проверок или остановок. Закрытые станции назывались станциями-призраками.
- Бюзинген-ам-Хохрайн политически является частью Германии, но окружен Швейцарией, и поэтому экономически является частью швейцарской таможенной зоны, как и независимое княжество Лихтенштейн. Таким образом, с 4 октября 1967 года пограничный контроль между Швейцарией и Бюзинген-ам-Хохрайном не осуществлялся[3]. Неофициально итальянская деревня Кампионе-д’Италия также входила в состав швейцарской таможенной зоны до конца 2019 года.

### Нидерланды
- Провинциальная дорога 274 (также известная как N274) — это главная дорога Нидерландов, которая проходит от Рурмонда до Брюнсюма, пересекая въезд и выезд из Германии примерно на 7 км через немецкий муниципалитет Зельфкант. Дорога была построена в то время, когда некоторые немецкие муниципалитеты (в том числе Зельфкант) после Второй мировой войны находились под контролем Нидерландов. До 2002 года немецкий участок обслуживался голландским Rijkswaterstaat, дорога не имела одноуровневых перекрестков, и было невозможно выехать или присоединиться к дороге с территории Германии. 25 февраля 2002 года коридор был передан Германии, получив название Landesstraße 410 (L410). Дорога была дополнительно интегрирована в немецкую сеть, что позволило выезжать и присоединяться к ней с территории Германии. В отличие от других немецких дорог, по воскресеньям и национальным праздникам здесь разрешено движение грузовых автомобилей, в то время как в остальной Германии это запрещено.

### Польша
- Соглашение 1931 года между Польшей и Румынией о железнодорожном сообщении между частями Польши через Румынию, между Залещиками и Jasienów Polny (ныне Ясенов-Польный). С 1945 года оба места находятся в Украине[4].
- В годы между мировыми войнами немецкие поезда могли ездить в Восточную Пруссию и обратно по Польскому коридору с юридически запечатанными дверями, тем самым освобождая пассажиров от получения польских виз.

### Россия
- Железнодорожное сообщение между материковой частью России и её эксклавом Калининградской областью через Белоруссию и Литву. В период с 2007 по 2020 год это не было привилегией, поскольку применялись обычные паспортные и визовые правила (поскольку Литва вошла в Шенгенскую зону в 2007 году)[5].

С началом пандемии COVID-19 в 2020 году поезд снова стал использовать привилегированное транзитное движение в связи с закрытием границы Литвой, и теперь поезда курсируют без остановок по территории Литвы.

### Словения
- Дорога в регион Брда в Словении, между поселками Солкан и Подсаботин, проходит по территории Италии. Этот участок имеет длину 1600 м (5200 футов) и окружен забором (45°58′58″ с. ш. 13°37′43″ в. д.HGЯO). Автомобилям там останавливаться запрещено, фотографировать тоже нельзя. Дорога была построена в 1975 году в рамках Соглашения Озимо между Италией и Югославией. Дорога по-прежнему окружена забором, хотя обе страны теперь являются частью Шенгенской зоны.

### Финляндия
- Финляндия арендует у России российскую часть Сайменского канала протяженностью 19,6 км (12,2 мили) и получает права экстерриториальности. Российские визы не требуются только для того, чтобы пройти через канал, но необходим паспорт, который проверяется на границе.

### Чехия
- После Второй мировой войны, в 1945 году, участок железной дороги Варнсдорф (Чехословакия) — Циттау (Германия) — Либерец (Чехословакия) через Porajów протяженностью 2,7 км (1,7 мили) стал частью Польши, и международное движение было остановлено. В 1951 году Чехословацкие железные дороги восстановили сообщение Варнсдорф — Либерец на основании соглашения с Восточной Германией (ГДР) и Польшей; поезда Чехословакии не останавливались ни на территории Польши, ни на территории Германии. В 1964 году была подписана новая трактовка. С 1972 года ГДР и Чехословакия восстановили стандартные международные перевозки по этой линии. После расширения Шенгенской зоны поезда Варнсдорф — Либерец также останавливаются в Германии, но движение через польский участок по-прежнему осуществляется на основе транзитного соглашения. Польская сторона получает плату от чешской стороны, но пренебрегает польской частью и отказывается от предложений чешского или немецкого участия в обслуживании[6].

### Швейцария

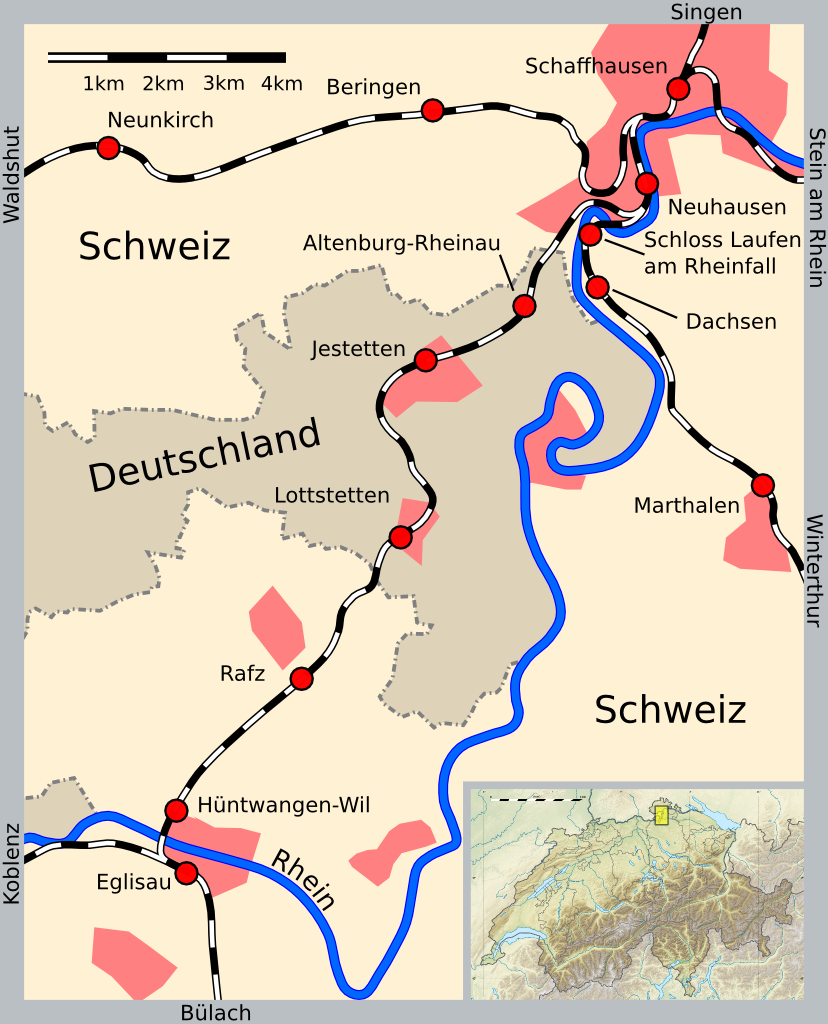
Железнодорожная линия Эглизау-Нойхаузен

- Базельский трамвай Line 10 (BLT) курсирует из Швейцарии в Швейцарию, проезжая через Леман во Франции. На транзитных пассажиров не распространяются таможенные правила и проверки, но на тех, кто совершает посадку или высадку в Лемане, распространяются таможенные правила.
- Железнодорожная линия Эглизау-Нойхаузен является трансграничной железнодорожной линией в Германии и Швейцарии. Линия соединяет Эглизау в швейцарском кантоне Цюрих с городом Шаффхаузен в швейцарском кантоне Шаффхаузен, пересекая примерно 8 километров (5,0 миль) немецкой земли Баден-Вюртемберг между ними. Таким образом, он дважды пересекает границу Германии и Швейцарии[7]. Поезда, которые проходят через территорию Германии без остановки на какой-либо из станций на линии в Германии, не подлежат таможенным формальностям или ограничениям любой страны, несмотря на то, что поезд и его пассажиры технически покидают таможенную зону Швейцарии, въезжая в таможенную зону Европейского Союза и снова въезжая на таможенную территорию Швейцарии. Соглашение на этот счет было заключено двумя странами и вступило в силу в 1936 году[8].
- Станция Базель-Бадишер расположена в Швейцарии, но управляется немецкими железными дорогами, а пограничный контроль осуществляется в здании. Можно было добраться, например, из Фрайбурга по железной дороге Rhine Valley, например, до Райнфельдена по железной дороге High Rhine или до Лёрраха по железной дороге Wiese Valley с пересадкой на поезде в Базель-Бадишер без пограничного и таможенного контроля. После вступления Швейцарии в Шенгенскую зону пограничный контроль отменили, но таможенные правила все еще действуют.
- Таможенная дорога протяженностью 1,7 км связывает Ферне-Вольтер с французским участком аэропорта Женевы, который полностью расположен на территории Швейцарии.
- Таможенная дорога протяженностью 2,5 км связывает Базель со швейцарским участком Евроаэропорта, который полностью расположен на территории Франции.

### Эстония
- Дорога из Вярска в Улитина в Эстонии, единственная дорога в район Улитина, проходит по территории России на протяжении одного километра (0,6 мили) своей длины, в районе, называемом Саатсеский сапог. Российские власти не препятствуют движению транспорта без пограничного контроля, однако установили особый режим для этого участка: запрещено останавливаться и передвигаться пешком. Эта территория является частью России, но также де-факто является частью Шенгенской зоны. Эта договоренность была достигнута в 1991 году и сохраняется по настоящее время.

## Воздушное движение
Воздушный транспорт, как правило, имеет ряд привилегированных прав на транзитные перевозки, что делает его пригодным для достижения анклавов или изолированных стран.
- Первая свобода: Право пересекать воздушное пространство иностранного государства без посадки.
- Вторая свобода: Право на дозаправку и обслуживание в иностранном государстве по пути в другую страну без таможенного и паспортного контроля.
- Транзит в контролируемой зоне: Право пассажиров на пересадку в аэропортах без прохождения паспортного контроля.